# حوت توغو
حوت توغو (الاسم العلمي: †Togocetus) هو جنس من الثدييات المنقرضة يتبع فصيلة الحيتان الأولية من رتبة مزدوجات الأصابع.